# Эрмезинда (королева Астурии)
Эрмезинда (Ормизенда, Эрмисинда, Гермезинда; VIII век) — дочь короля Астурии Пелайо и его жены Гаудиозы, королева Астурии, супруга Альфонсо I Католика, сына герцога Кантабрии Педро.
Точная дата рождения неизвестна. Вероятно, она родилась между 720 и 730 годами, предположительно, в Астурии. Дата смерти также неизвестна. После смерти сначала была погребена в церкви Санта-Мария в Кангас-де-Онис. Её муж, король Альфонсо I Католик, был похоронен там же.
В браке с Альфонсо I у Эрмезинды было трое детей:
- Фруэла I Жестокий (722—768), после смерти отца наследовавший астурийский престол. Похоронен вместе со своей женой, королевой Мунией Алавской, в построенной им церкви Сан-Сальвадор в Овьедо.
- Вимарано (убит в 765) — пал от руки своего брата Фруэлы I.
- Адозинда — вышла замуж за короля Астурии Сило; похоронена в церкви святого Иоанна[англ.], в Сантьянесе[исп.].